# 船底座V372
船底座V372，又名CP-54 1420，HD 64722、SAO 235579、HR 3088，是船底座的一颗恒星，视星等为5.7，位于銀經267.62，銀緯-13.54，其B1900.0坐标为赤經7h 50m 6.5s，赤緯-54° -13.54′ 27″。